# دوران کودکی، حرفه و نخستین تجربه جاکومو کازانووا، اهل ونیز
دوران کودکی، حرفه و نخستین تجربه جاکومو کازانووا، اهل ونیز (ایتالیایی: Infanzia, vocazione e prime esperienze di Giacomo Casanova, veneziano) که با نام‌های جاکومو کازانووا: کودکی و بلوغ (انگلیسی: Giacomo Casanova: Childhood and Adolescence) و کازانووا: سال‌های جوانی او (انگلیسی: Casanova: His Youthful Years) هم شناخته می‌شود، یک فیلم کمدی ایتالیایی به کارگردانی لوئیجی کومنچینی است که در سال ۱۹۶۹ منتشر شد. این فیلم دربارهٔ دورهٔ جوانی جاکومو کازانووا است که پس از دوران کودکی ناخوشایند و فعالیت‌های کلیسایی اولیه در ونیز، یک راهب مسیحی شد و سپس شغل خود را به عشق یک کُنتس رها کرد. علیرغم موضوع داستان و بیش از آنکه چهره‌ای از کازانووا باشد، این فیلم بیشتر یک روایت زنده تصویری از جامعه ونیزی آن دوران است.

## گزیدهٔ بازیگران
- لئونارد وایتینگ
- ماریا گراتزیا بوچلا
- لایونل استندر
- رائول گراسیلی
- تینا اَمون
- ماریو اسکاچا
- زنتا برگر
- ویلفرید برامبل
- سیلویا دیونیزیو
- سوفیا دیونیزیو
- سارا فرانکتی
- ایزابلا ساوونا
- لیندا سینی
- کریستینا کومنچینی
- لوردانا مارتینز
- کلارا کولوسیمو
- جیجی ردر
- جینو سانترکوله